# Naturhouse
Naturhouse est une entreprise espagnole spécialisée dans les produits diététiques. 
En 2018, l'entreprise génère un chiffre d'affaires de 87,2 millions d'euros et vend ses produits à travers 32 pays, avec un réseau de 2 283 magasins dont 2 040 en franchises. Aujourd'hui[évasif], la France représente le premier marché de Naturhouse avec 618 magasins (dont 592 en franchise).

## Histoire
En 1986, Félix Revuelta fondait Naturhouse à Barcelone, une société spécialisée dans la gestion du poids, à travers un suivi gratuit des clients par un diététicien et des prescriptions de produits diététiques. L'activité de l'entreprise a démarré en 1992. Avant de fonder Naturhouse, Revuelta a fréquenté les secteurs de la nutrition et de la diététique. Il était à la tête de Dietisa, spécialisée en diététique, revendue à Novartis.
L’entrepreneur a développé des activités autour de la santé et du bien-être. À ce jour, il détient des participations dans plusieurs sociétés aux activités allant de l’hôtellerie de luxe (notamment la Healthouse Las Dunas à Marbella) aux compléments alimentaires. 
Sa fortune est estimée à 500 millions d'euros par la presse espagnole. Proche de Manuel Valls, il aurait participé au financement de sa campagne à la mairie de Barcelone et l'aurait introduit auprès de dirigeants de l'Ibex 35. Opposé à l'indépendance de la Catalogne, il déclarait avoir apporté à Manuel Valls un « soutien moral ».

## Implantation aux États-Unis
Félix Revuelta tente depuis 2015 de développer les 3 boutiques-pilotes qu'il a lancé à Miami, en Floride, pour investir dans le marché américain. Il souhaite se maintenir sur ses marchés matures, notamment la France et l'Espagne et se développer aux États-Unis.
Une première tentative d’expansion aux États-Unis s’était soldée par un échec 10 ans auparavant. Revuelta revient donc tenter sa chance sur ce marché. Cette phase longue d’implantation en propre est selon Revuelta est un préalable à la franchise.

## Controverses

### Méthode critiquée
En 2008, la méthode Naturhouse est publiquement décriée dans les médias par le président de la Asociación Española de Dietistas y Nutricionistas (AEDN). Les produits, la publicité et les techniques de perte de poids utilisées sont vivement critiquées. Naturhouse a porté l'affaire en justice s’estimant diffamée, et après quatre ans de procédures, la justice a donné raison à l’AEDN.
De plus, l'AEDN et l'ONG de défense des consommateurs FACUA-Consumidores en Acción ont dénoncé l'entreprise au Ministère de la Santé pour publicité mensongère. Il s'agit notamment d'en dénoncer le Pack Express, une solution qui permettrait selon Natuhouse de perdre 2 kg en 2 jours. 
En janvier 2019, l'émission belge On n'est pas des pigeons ! diffuse un segment consacré aux méthodes de Naturhouse qui provoqueraient « à long terme des troubles du comportement alimentaire ».

### Franchisés français
Le réseau français de franchises a doublé de taille entre 2012 et 2017. En 2018, cette croissance des points de vente, ainsi que le peu d'investissement dans les supports de communication par le franchiseur, provoque la colère des franchisés français qui se regroupent en association. Ils sont 78% à déplorer une baisse du chiffre d'affaires pouvant atteindre 30% depuis 2015.